# Duncan Liddel
Duncan Liddel (* 1561 in Aberdeen; † 17. Dezember 1613 ebenda) war ein schottischer Astronom und Mediziner.

## Leben
Liddel wurde 1561 in Aberdeen geboren, ging dort zur Schule und besuchte das King’s College. 1579 brach er zu einer Reise auf das europäische Festland auf, die ihn schließlich nach Frankfurt an der Oder führte, wo er drei Jahre lang Mathematik, Philosophie und Medizin studierte. 1582 setzte er seine Studien in Breslau fort, bevor er im folgenden Jahr nach Frankfurt zurückkehrte. Der Ausbruch einer Seuche im Jahr 1587 zwang ihn erneut zum Umzug. Liddel ging an die damals besonders fortschrittliche Universität Rostock, wo er Freundschaften unter anderem mit Heinrich Brucaeus, Cornelius Martini und Johannes Caselius schloss und seinen Magister erwarb. Während dieser Zeit lernte er auch Tycho Brahe kennen und besuchte ihn mindestens zwei Mal auf der Insel Hven. Da Liddel in Rostock später Vorlesungen über das tychonische Weltbild hielt und dabei wohl auch eigene Überlegungen einfließen ließ, beschuldigte ihn Brahe wiederholt des Plagiarismus. 
Nach einem weiteren kurzen Aufenthalt in Frankfurt folgte er seinem Freund Caselius an die Universität Helmstedt, die einen hervorragenden wissenschaftlichen Ruf besaß. In Helmstedt hielt er mathematisch-astronomische Vorlesungen, worauf er 1594 zum Professor der Mathematik berufen wurde. Zugleich wandte er sich verstärkt der Medizin zu, wurde 1596 zum Doktor und 1600 zum Professor der Medizin ernannt. Liddel erwarb durch seine Vorlesungen in Deutschland einen sehr guten Ruf; nach Aussage von Caselius war er die erste Person in Deutschland, die die Bewegungen der Gestirne nach den drei unterschiedlichen Hypothesen von Ptolemäus, Kopernikus und Brahe lehrte.
Im Jahr 1607 kehrte Liddel nach Aberdeen zurück, wo er am 17. Dezember 1613 starb. Ein Jahr nach seinem Tod wurde zu seinen Ehren ein Monument bei Pitmedden (Aberdeenshire) errichtet. Seinen umfangreichen Nachlass von Büchern und mathematischen Instrumenten vermachte er dem Marischal College. Die heute noch im Besitz der Universität von Aberdeen befindliche Bibliothek stellt eine der bedeutendsten Sammlungen wissenschaftlicher Literatur des 16. Jahrhunderts dar.